# Carl E. Helgesson
Carl Edvin Helgesson, född 26 januari 1871 i Domkyrkoförsamlingen i Göteborg, död 16 augusti 1951 i Älvsborgs kyrkobokföringsdistrikt i Göteborg, var en svensk multiidrottare och idrottsledare. Han tävlade för Örgryte IS.
Helgesson arbetade som grosshandlare i Göteborg.
Han var "en av den svenska idrottens pionjärer". Helgesson är begravd på Västra kyrkogården i Göteborg.

## Främsta meriter
Helgesson vann första svenska mästerskapet i kulstötning 1896, diskuskastning 1896 och 1897 samt släggkastning 1896–1899. Dessutom vann han SM i både femkamp och brottning 1898.
Han var den förste registrerade svenske rekordhållaren i både diskuskastning och släggkastning.

## Idrottskarriär

### Kulstötning
Enligt Nordisk familjeboks sportlexikon förbättrade han 1895 det (inofficiella) svenska rekordet i kulstötning (sammanlagt) från  C.E. Odéns 20,46 meter (satt 1894) till 21,64 meter. Rekordet stod sig till 1902 då det slogs av Otto Nilsson med 22,96 meter.
År 1896 vann Helgesson SM i kulstötning (sammanlagt) med resultatet 18,28 meter; detta var det första officiella svenska mästerskapet i grenen.

### Diskuskastning
Den 26 juli 1896 satte Helgesson ett första noterat inofficiellt svenskt rekord i diskuskastning (bästa hand) med längden 35,75 meter. Rekordet kom att slås påföljande år av Gustaf Söderström.
Helgesson vann även SM 1896 med resultatet 29,70 meter (bästa hand).
År 1897 vann han åter SM, den här gången med resultatet 33,70 meter.

### Släggkastning
C.E. Helgesson satte inofficiellt rekord i släggkastning med resultatet 31,23 meter, antingen den 8 september 1895 eller någon gång under 1896. Enligt  slog han härvid det tidigare inofficiella svenska rekordet som innehades av C.E. Odén. Helgessons rekord skulle komma att stå sig till 1900 då det slogs av Carl Sandberg.
År 1896 vann Helgesson SM i släggkastning med resultatet 27,30 meter. Detta var det första officiella svenska mästerskapet i grenen.
Han fortsatte att vinna SM i släggkastning åren 1897–1899 med resultaten 26,73, 28,55 respektive 27,77 meter.

### Övrigt
Helgesson blev den första svenska mästaren i femkamp 1898.
Samma år (1898) vann han även SM i brottning (på denna tid hölls SM endast i grekisk-romersk brottning, en viktklass).
Han kom tvåa på 100 meter löpning vid SM 1896.
Carl E. Helgesson blev 1928 retroaktivt utsedd till Stor grabb nummer 1 i friidrott. Han var alltså den som först uppfyllde de stipulerade kraven.

## Civil karriär
Helgesson var styrelseledamot i Örgryte IS åren 1894–1910, i IFK Göteborg 1911–1913 och i Svenska Idrottsförbundet 1899–1909. Vid OS 1912 var han ordförande och tävlingsledare i kommittén för brottning.
Han var initiativtagare till anläggandet av idrottsplatsen Walhalla i Göteborg och ledde dess byggande 1907–1908.

## Personliga rekord
| Utomhus - Diskus – 35,75 meter (Göteborg, Sverige 26 juli 1896) - Spjut – 37,50 meter (Göteborg, Sverige 20 maj 1898) |